# Saint-Léger-sur-Vouzance

Saint-Hilaire este o comună în departamentul Allier din centrul Franței. În 1 ianuarie 2022 avea o populație de 259 de locuitori.